# ジュリー・マタナ
ジュリー・マタナ（Jerry Matana、1998年7月14日 - ）は、フィジーのセブンズ ラグビー選手である。

## プロフィール
- フィジータベウニ島出身[1]。
- 身長 187cm、体重 86kg

## 略歴
2022年、ラグビーワールドカップセブンズ2022の7人制フィジー代表に選ばれて優勝に貢献。
2024年、2024パリ五輪の7人制フィジー代表に選ばれて銀メダル獲得。